# Jesús de Santa Bárbara
Jesús, également appelé Barrio Jesús, est un district du canton de Santa Bárbara, dans la province Heredia au nord du Costa Rica,,. Le district se compose de plusieurs grands quartiers : Altagracia, Birrí, Catalina, Común, Cuesta Colorada, La Máquina, Guachipelines, Guaracha et Ulises.

## Histoire
Comme le reste du canton, avant l'arrivée des colons espagnols, Santa Bárbara était à l'origine occupée par les Huetares (en), une tribu indigène. Le roi Huetare, Cacique Garabito, a dominé la région. Lorsque les Espagnols sont arrivés, ils appelaient à l'origine la région Churruca ou Surruco. Heredia, Barva et Alajuela, trois villes voisines, ont été peuplées et installées à la fin des années 1700. Au fur et à mesure que le commerce augmentait entre les trois villes, le canton s’est développé.
le 7 décembre 1848, Jesús est officiellement devenu un district du canton de Santa Bárbara. Cette reconnaissance officielle du gouvernement national est venue lorsque Santa Bárbara a été déclarée quatrième canton de la province d'Heredia, grâce aux efforts de Gregorio Salazar.
En 1852, Horacio Morales avait réussi à convaincre Jesúseñois de construire une petite chapelle dans le district.
En 1885, il y avait deux écoles publiques pour enfants à Jesús. L'un était destiné aux garçons et l'autre aux filles:6. Jesús était l'un des derniers districts de Santa Bárbara à recevoir de l'eau courante, quelque temps après 1911. Il a été électrifié en 1937.

## Géographie
Jesús a une superficie de 12,61 km2 à une altitude de 1 160 mètres.
Les principaux quartiers comprennent la Calle Solís, la Mitad Sur de la Cuesta Colorada (la colline rouge inférieure), la Quebrada la Cruz (rivière Cruz), l'Urbanización Cifuentes, la Calle de Trapiche, la Rosa Blanca (rose blanche), La Teofila et le centre de Jesús. Au nord-ouest du district se trouvent les quartiers de Birrí, La Catalina, La Cuesta Colorada (Red Hill) et San José de Altagracia.
Comme une grande partie du Costa Rica, Jesús fait partie d'une zone à haut risque, selon la Comisión Nacional de Prevención de Riesgos (Commission nationale de prévention des risques). Cela est dû, essentiellement, à la géographie montagneuse du district, qui peut entraîner des glissements de terrain et des inondations.
Jesús est traversé par plusieurs grandes rivières. Il s'agit notamment de Quebrada Burros, Quebrada Birrí, Río Porrosati et Quebrada Cruz.

## Faune
Plus de 60 espèces d'oiseaux différentes ont été observées à Jesús.

## Démographie
Pour le Recensement 2011, Jesús comptait une population de 9 603 habitants
| 1883 | 1892 | 1927 | 1950 | 1963 | 1973 | 1984 | 2000 | 2011 |
| ---- | ---- | ---- | ---- | ---- | ---- | ---- | ---- | ---- |
| 636  | 690  | 837  | 945  | 1556 | 2144 | 3717 | 7585 | 9603 |

## Économie

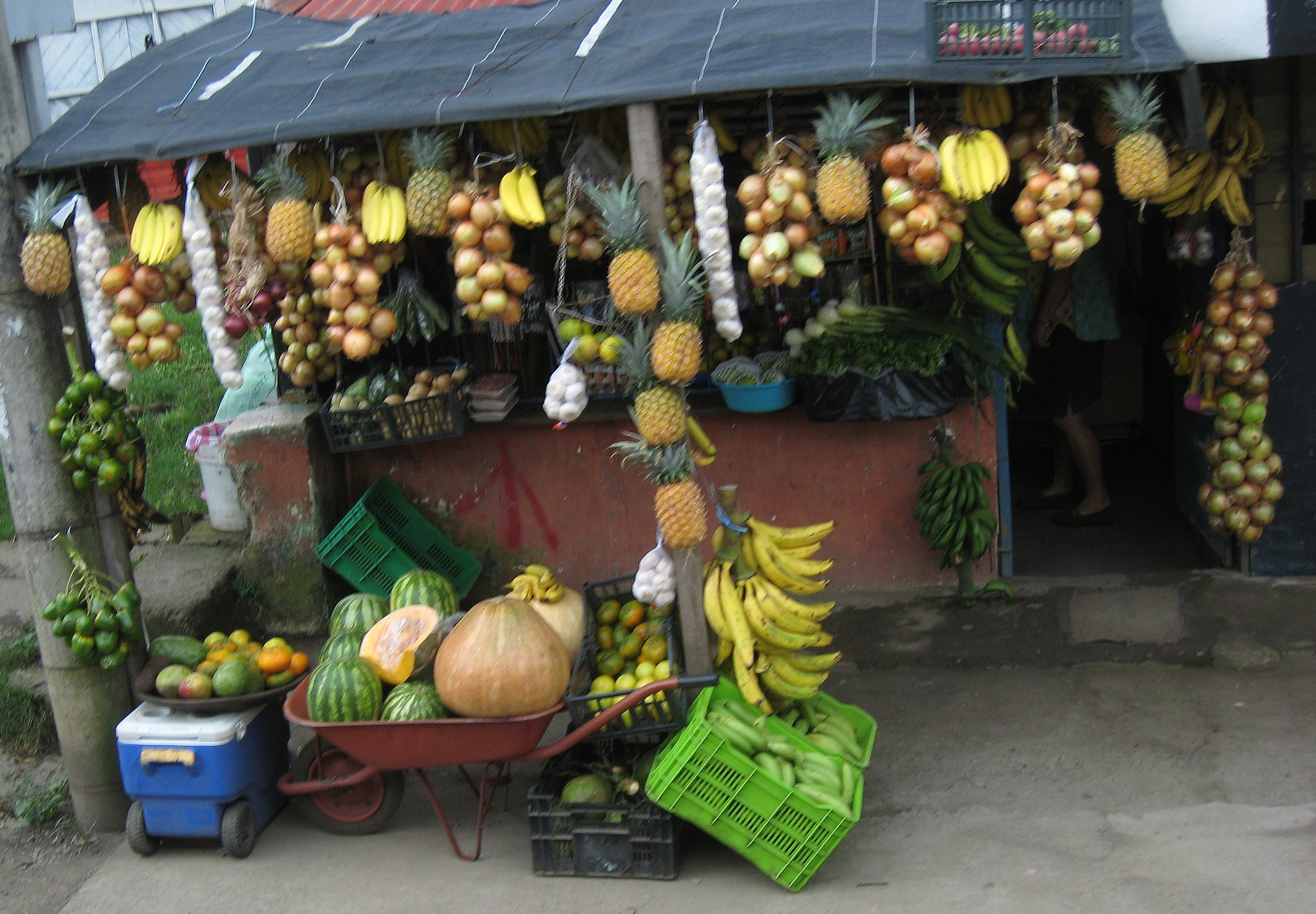
Stand de fruits dans le quartier La Maquina de Jesús de Santa Bárbara (de Heredia)

La colonne vertébrale de l'économie de Jesús est la production agricole, en particulier le café. En 1973, 1 810 kilogrammes de café ont été produits à Jesús. De plus, Jesús est un important producteur de canne à sucre. Il existe un groupe de recyclage actif dans le district.
Il existe diverses entreprises commerciales à Jesús, notamment des supermarchés, des restaurants et des dépanneurs, Il existe également une industrie touristique développée dans le district, a savoir l'Hotel Rosa Blanca, un petit hôtel de luxe, L'Hotel Monte Campana, situé à Birrí, comprend des ranchs, des piscines et d'autres activités. Un autre hôtel dans le district est La Catalina. Il existe des entreprises ayant ensemencé des lacs et des rivières pour les touristes intéressés par la pêche. De plus, Café Britt maintient un centre de distribution sur la route 128, à l'ouest du centre de Jesús.

## Équipements
Un EBAIS, Equipo Básico de Atención Integral en Salud (centre de soins médicaux de base), est situé à Jesús, au service des résidents et des non-résidents du district. L'Église catholique dessert la région à travers l'archidiocèse d'Alajuela.

## Éducation
Il y a maintenant trois écoles primaires dans le district: Alfredo Volio Jiménez, situé à Birrí, Alfredo González Flores, situé sur la route 126 et Escuela Jesús dans le centre de Jesús. Les étudiants du district fréquentent généralement le lycée Colegio Santa Bárbara, mais peuvent également aller aux lycées de Barva ou Heredia. Jesús abrite une école de langues privée: l'Institut Amistad. L'Institut Amistad possède un campus de cinq acres à proximité du centre de Jesús.